# The Tiki Tiki Tiki Room
The Tiki Tiki Tiki Room é a canção oficial do Enchanted Tiki Room, uma das atrações da Disneylândia. Foi escrita em 1963 pelos irmãos e compositores da Disney, Robert e Richard Sherman.
A canção foi interpretada pela cantora Hilary Duff para o primeiro álbum do DisneyMania em 2002.